# O czym marzą faceci
O czym marzą faceci (ang. One Night at McCool's) – amerykańska komedia kryminalna z 2001 roku w reżyserii Haralda Zwarta.

## Opis fabuły
Pewnej nocy, w barze McCoola, było wyjątkowo dużo gości. Gdy opuścili oni lokal, zostały w nim tylko dwie osoby: barman, Randy, oraz jego brat, prawnik, Carl. Wkrótce dołączył do nich policyjny detektyw, Dehling, gdyż okazało się, że w barze popełniono morderstwo. Trzej mężczyźni jeszcze nie wiedzą, że wkrótce spotkają swój ideał kobiety, piękną Jewel. Cena, którą będą musieli zapłacić za tę znajomość, będzie wysoka.

## Obsada
- John Goodman – detektyw Dehling
- Liv Tyler – Jewel Valentine
- Matt Dillon – Randy
- Michael Douglas – pan Burmeister
- Paul Reiser – Carl
- Reba McEntire – dr Naomi Green
- Richard Jenkins – ojciec Jimmy